# Bourgogne
|  | For farven, se Bourgogne (farve) |
Bourgogne (på dansk Burgund) var en fransk region til den 1. januar 2016, hvor den blev slået sammen med Franche-Comté for at danne den nye region Bourgogne-Franche-Comté.
Området ligger i Midtfrankrig og dækker 31.741 kvadratkilometer og har omkring 1,6 millioner indbyggere. Hovedbyen er Dijon, og naboregionerne er Franche-Comté mod øst, Champagne-Ardenne og Île-de-France mod nord, Centre mod vest og Auvergne og Rhône-Alpes mod syd.
Bourgogne er et udpræget landbrugsområde med nogle af verdens fineste vinmarker i Côte-d'Or (Côte de Nuits og Côte de Beaune). Hertil kommer kvægdrift, hvor især Charolais-racen er udbredt.
Området gennemkrydses af motorveje fra Sydfrankrig til Paris og Tyskland samt højhastighedstog fra Lyon til Paris. Der findes omkring 1.000 kilometer vandveje med en bemærkelsesværdig tunnel i et vandskel: Bourgogne-kanalen, der forbinder de to floder Yonne og Saône og tidligere muliggjorde transport ad vandvejen fra Côte-d'Or til Paris.

## Klima
| Vejr for Dijon                                             | Vejr for Dijon | Vejr for Dijon | Vejr for Dijon | Vejr for Dijon | Vejr for Dijon | Vejr for Dijon | Vejr for Dijon | Vejr for Dijon | Vejr for Dijon | Vejr for Dijon | Vejr for Dijon | Vejr for Dijon | Vejr for Dijon |
|                                                            | Jan            | Feb            | Mar            | Apr            | Maj            | Jun            | Jul            | Aug            | Sep            | Okt            | Nov            | Dec            | År             |
| ---------------------------------------------------------- | -------------- | -------------- | -------------- | -------------- | -------------- | -------------- | -------------- | -------------- | -------------- | -------------- | -------------- | -------------- | -------------- |
| Gennemsnitlig maks °C                                      | 4              | 7              | 11             | 15             | 19             | 22             | 25             | 25             | 21             | 16             | 9              | 5              | 15             |
| Gennemsnitlig °C                                           | 2              | 4              | 7              | 10             | 14             | 17             | 20             | 19             | 16             | 11             | 6              | 2              | 11             |
| Gennemsnitlig min °C                                       | 0              | 0              | 2              | 5              | 9              | 12             | 14             | 14             | 11             | 7              | 3              | 0              | 6              |
| Gennemsnitlig nedbør mm                                    | 59             | 53             | 53             | 52             | 86             | 62             | 51             | 65             | 67             | 58             | 64             | 62             | 732            |
| Kilde: http://www.meteomedia.com/statistics/C02920/frd0000 |                |                |                |                |                |                |                |                |                |                |                |                |                |

- Bourgogne kvæg
- Chambertine vinmark
- Haute Côte des Nuits vinmark